# Chủ nghĩa hiện sinh

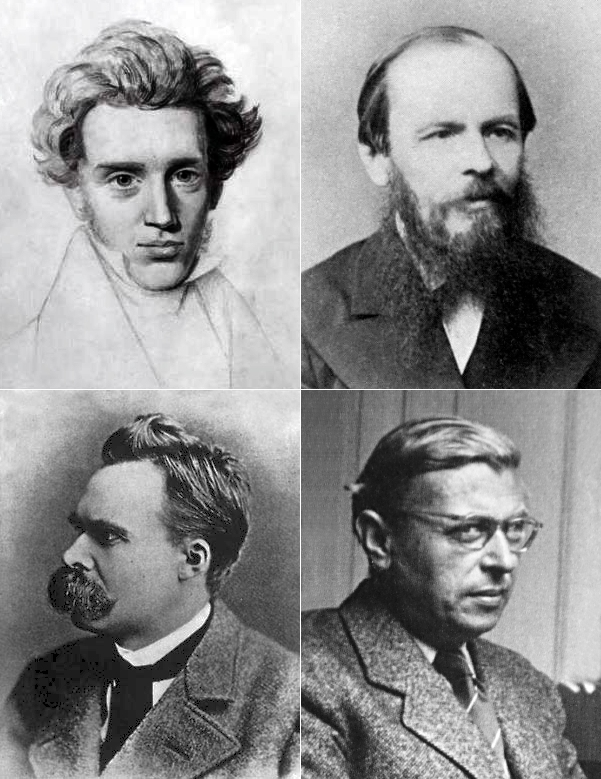
Thuận chiều kim đồng hồ từ góc trên bên trái: Søren Kierkegaard, Fyodor Dostoevsky, Jean-Paul Sartre, Friedrich Nietzsche.

Chủ nghĩa hiện sinh hay thuyết hiện sinh là luồng tư tưởng triết học của một nhóm các triết gia cuối thế kỷ 19, đầu thế kỷ 20. Những người này mặc dù khác nhau về học thuyết nhưng chia sẻ niềm tin chung rằng tư duy triết học xuất phát từ chủ thể cá nhân con người - con người không đơn thuần chỉ là chủ thể tư duy, mà còn là chủ thể hành động, cảm nhận, và sống.
Trong khi nổi tiếng là một học thuyết về tự do, tiêu chuẩn đạo đức hàng đầu của chủ nghĩa hiện sinh là tính đích thực (authenticity). Trong viễn tưởng (perpectives) của các nhà hiện sinh, xuất phát điểm của con người cá nhân được đặc tả bởi thái độ hiện sinh (the existential attitude), hay một tình trạng mất định hướng, bối rối hoặc kinh sợ khi đối diện với một thế giới có vẻ như "vô nghĩa" hay "phi lý". Nhiều nhà hiện sinh cho rằng triết học hàn lâm hay triết học mang tính hệ thống truyền thống, về hình thức cũng như về nội dung, quá ư trừu tượng và tách biệt với trải nghiệm cụ thể của con người.
Søren Kierkegaard thường được coi là ông tổ của chủ nghĩa hiện sinh, mặc dù ông không sử dụng thuật ngữ chủ nghĩa hiện sinh. Ông cho rằng mỗi con người cá nhân - chứ không phải xã hội hay tôn giáo - chịu trách nhiệm tự mình mang đến ý nghĩa cho cuộc sống và sống nó một cách say mê và chân thành, hay "đích thực" (authentically).
Chủ nghĩa hiện sinh trở nên phổ biến vào những năm sau Chiến tranh thế giới thứ hai và bên cạnh triết học, nó ảnh hưởng mạnh mẽ đến nhiều lĩnh vực khác như thần học, kịch nghệ, nghệ thuật, văn học và tâm lý học.

## Từ nguyên
Thuật ngữ chủ nghĩa hiện sinh (tiếng Pháp: L'existentialisme) được đặt ra bởi nhà triết học công giáo người Pháp Gabriel Marcel vào giữa những năm 1940. Lúc đầu, khi Marcel sử dụng thuật ngữ này trong một hội thảo năm 1945, Jean-Paul Sartre đã không công nhận nó. Sartre sau đó đã nghĩ lại và vào ngày 29 tháng 10 năm 1945, ông công khai sử dụng thuật ngữ chủ nghĩa hiện sinh trong một bài giảng cho Club Maintenant tại Paris. Bài giảng sau đó đã được xuất bản với tên L'existentialisme est un humanisme (Thuyết hiện sinh là một thuyết nhân bản), một cuốn sách ngắn có vai trò quan trọng trong việc phổ biến tư tưởng hiện sinh. Marcel sau đó đã từ bỏ chính tên gọi này để ủng hộ thuật ngữ chủ nghĩa Socrate mới (Neo-Socratic), nhằm vinh danh bài tiểu luận On The Concept of Irony của Kierkegaard.
Một số học giả cho rằng thuật ngữ này chỉ nên được sử dụng cho phong trào văn hóa ở châu Âu những năm 1940 và 1950, gắn liền với tác phẩm của các triết gia Jean-Paul Sartre, Simone de Beauvoir, Maurice Merleau-Ponty và Albert Camus. Các học giả khác sử dụng thuật ngữ này một cách bao trùm hơn, đến tận thời của Kierkegaard, và những người khác thì còn trùm nó xa hơn nữa, về tới tận Socrates. Dẫu sao, thuật ngữ này thường được sử dụng gắn liền với quan điểm triết học của Jean-Paul Sartre.

## Những khái niệm cơ bản

### Hiện hữu có trước bản chất
Xem thêm: Existence precedes essence
Sartre tuyên bố nội dung cốt lõi của chủ nghĩa hiện sinh là Hiện hữu có trước bản chất. Điều này có nghĩa rằng điều quan trọng nhất đáng để lưu tâm đối với các cá nhân đó là họ là các cá nhân - các thực thể (beings) hành động độc lập và tự chịu trách nhiệm, có ý thức (tức "hiện hữu") - hơn là những nhãn dán, vai trò, kiểu người (tức "bản chất") được quy định trước khác. Chính cuộc sống thực tế của cá nhân là những gì tạo nên cái có thể gọi là "bản chất thực sự" của họ thay vì một bản chất có sẵn được quy kết một cách tùy tiện bởi người khác. Do đó, con người, thông qua ý thức của chính mình, kiến tạo ra các giá trị của chính mình và xác định ý nghĩa cho đời sống của mình. Sartre là người đưa ra phát biểu này một cách rõ ràng, nhưng những quan niệm tương tự cũng có thể được tìm thấy trong tư tưởng của các triết gia hiện sinh khác như Heidegger và Kierkegaard:
"Hình thức nhà tư tưởng chủ quan, hình thức giao tiếp của nhà tư tưởng, là phong cách của anh ta. Hình thức của anh ta phải giống như những mặt đối lập mà anh ta nắm giữ với nhau. Eins, zwei, drei có hệ thống là một hình thức trừu tượng chắc chắn cũng sẽ gặp rắc rối bất cứ khi nào nó được áp dụng cho sự cụ thể. Ở cùng mức độ với nhà tư tưởng chủ quan là cụ thể, ở mức độ tương tự, hình thức của anh ta cũng phải được biện chứng một cách cụ thể. Không phải là nhà thơ, không phải là nhà đạo đức, không phải là nhà biện chứng, nên hình thức của anh ta cũng không phải là trực tiếp. Hình thức của anh ta trước hết phải liên quan đến sự tồn tại, và về mặt này anh ta phải có ý định của mình về mặt thi pháp, đạo đức, tính biện chứng, tôn giáo. Tính cách phụ thuộc, bối cảnh, v.v., thuộc về tính cân bằng của sản phẩm thẩm mỹ, bản thân chúng là bề rộng, nhà tư tưởng chủ quan chỉ có một thiết lập sự tồn tại của mình và không liên quan gì đến cục bộ và những thứ đại loại như vậy. Khung cảnh không phải là xứ sở thần tiên của trí tưởng tượng, nơi thơ ca dẫn đến sự thưởng thức, cũng không phải là bối cảnh được đặt ở Anh, và độ chính xác lịch sử không phải là một mối quan tâm. Bối cảnh là nội tâm trong sự hiện hữu như một con người; cụ thể là mối quan hệ của các thể loại tồn tại với nhau. Độ chính xác lịch sử và thực tế lịch sử là bề rộng." Søren Kierkegaard (Concluding Postscript, Hong pp. 357–58)
Một số người diễn giải mệnh đề ở trên theo nghĩa rằng mỗi người như thế có thể mơ ước trở thành bất cứ điều gì. Tuy nhiên, các triết gia theo chủ nghĩa hiện sinh sẽ bảo rằng mơ ước như vậy sẽ tạo nên một sự hiện hữu không đích thực - điều mà Sartre sẽ gọi là "ngụy tín" (mauvais fois - bad faith), hay đức tin xấu. Thay vào đó, mệnh đề trên phải được hiểu là mỗi người (1) chỉ được định nghĩa trong chừng mực khi họ hành động và rằng (2) họ phải chịu trách nhiệm cho hành động của mình. Ví dụ, khi một ai đó có hành động tàn ác với người khác, thì với hành động đó, họ được định nghĩa là một người độc ác. Hơn thế, bằng hành động tàn ác này, họ tự chịu trách nhiệm về định danh mới của họ (người độc ác). Chính hành động này là thứ mang tội lỗi chứ không phải do gen, hay do bản chất con người của họ nói chung.
Như Sartre đã nói trong bài giảng Thuyết hiện sinh là một thuyết nhân bản: "... con người trước hết tồn tại, đối diện với chính mình, khẳng định mình trong thế giới - và định nghĩa bản thân mình sau đó". Ở khía cạnh tích cực và với tác dụng chữa lành, điều này cũng ngụ ý rằng: Mỗi người có thể lựa chọn hành động theo một cách khác đi, và trở thành một người tốt thay vì một kẻ ác.
Định nghĩa về chủ nghĩa hiện sinh của Sartre căn cứ trên cơ sở kiệt tác Being and Time của Heidegger. Trong thư từ trao đổi với Jean Beaufret và sau đó được xuất bản với tên là Letter on Humanism, Heidegger ngụ ý rằng Sartre đã hiểu lầm mình vì ý định của chính anh ta về chủ nghĩa chủ quan (for his own purposes of subjectivism), và rằng ông không có ý cho rằng hành động quan trọng hơn hiện hữu cho đến chừng nào những hành động đó không phản ánh sự hiện hữu (and that he did not mean that actions take precedence over being so long as those actions were not reflected up). Heidegger bình luận rằng "sự đảo ngược của một tuyên bố siêu hình vẫn là một tuyên bố siêu hình", điều này có nghĩa ông nghĩ Sartre đã chỉ đơn giản đảo ngược vai trò truyền thống của bản chất và hiện hữu mà không truy vấn về các khái niệm này và lịch sử của chúng theo cách mà Heidegger tuyên bố đã thực hiện.

### Sự phi lý

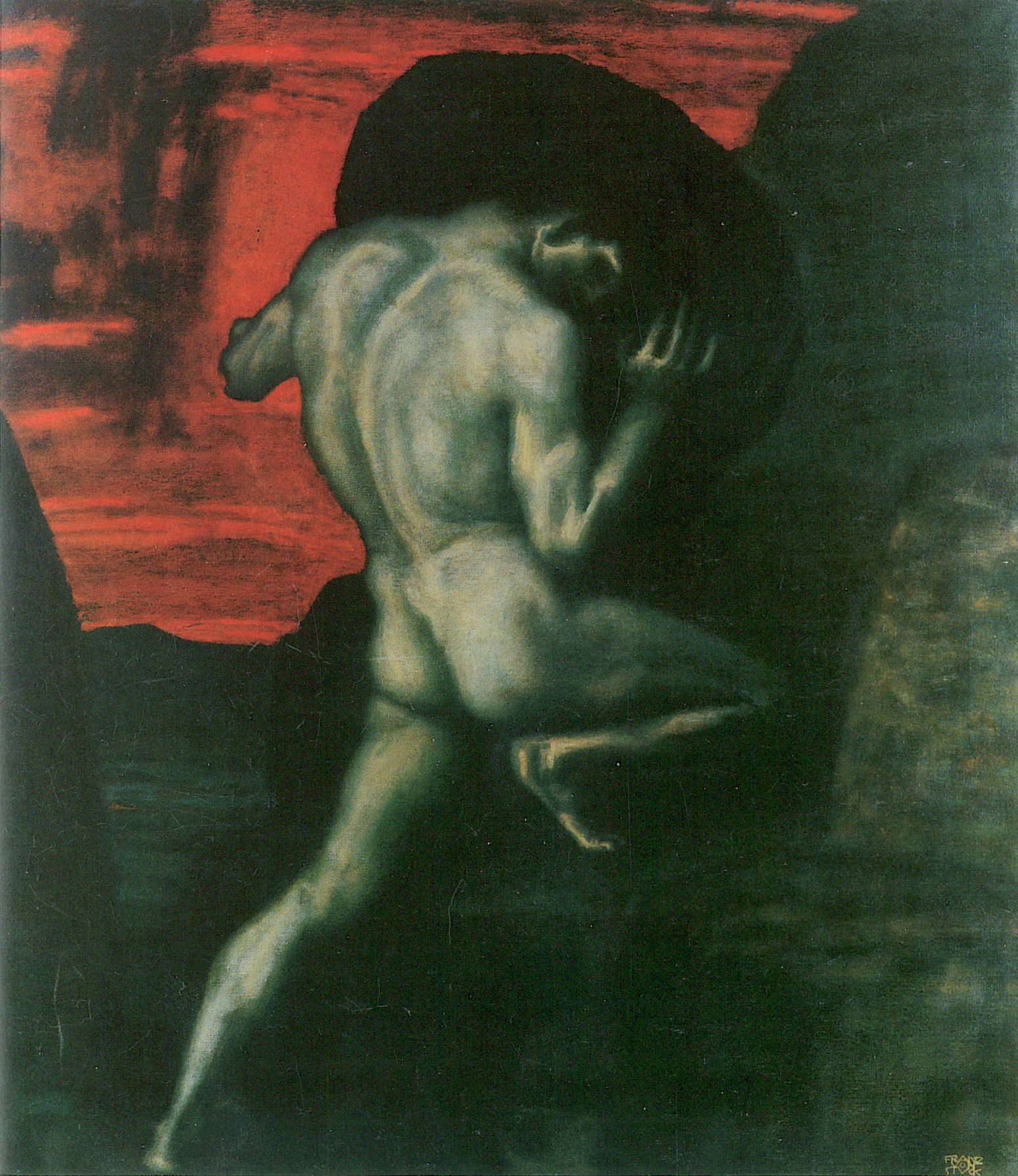
Sisyphus, biểu tượng của sự phi lý của sự tồn tại, tranh của Franz Stuck (1920).

Quan niệm về sự phi lý ngụ ý rằng không có ý nghĩa nào khác trong thế giới này ngoài ý nghĩa mà chúng ta mang đến cho nó. Sự phi lý này cũng bao gồm cả sự vô đạo đức hay "sự bất công" của thế giới. Quan niệm này đối lập với quan niệm truyền thống của Hồi giáo và Kitô giáo, trong đó khẳng định mục đích của cuộc sống là để thực hiện các điều răn của Thiên Chúa. Mục đích đó là những gì mang lại ý nghĩa cho đời sống con người. Sống một cuộc sống phi lý có nghĩa là từ chối việc kiếm tìm hoặc theo đuổi một ý nghĩa cụ thể nào đó cho sự tồn tại của con người vì chẳng có điều gì như thế cả. Theo Albert Camus, thế giới này hay con người không phải phi lý tự nó. Sự phi lý chỉ xuất hiện thông qua sự kết hợp của cả hai, khi mà sự không tương thích giữa con người và thế giới mà họ sống trong tạo nên sự phi lý của đời sống. Đây là một trong hai góc nhìn về sự phi lý trong văn học hiện sinh. Góc nhìn thứ hai, bắt nguồn từ Søren Kierkegaard, cho rằng sự phi lý được giới hạn trong những hành động và lựa chọn của tồn tại người (human beings). Chúng được coi là phi lý vì chúng xuất phát từ tự do của con người, trong khi đồng thời làm xói mòn nền tảng của chính chúng từ bên ngoài.
Quan niệm về sự phi lý trong chủ nghĩa hiện sinh trái ngược với tuyên bố cho rằng "những điều xấu không xảy ra với người tốt"; đối với thế giới, nói một cách ẩn dụ, không có người tốt hay người xấu; điều gì xảy ra là xảy ra, và nó cũng có thể xảy ra với một người "tốt" cũng như với một người "xấu". Bởi sự phi lý của thế giới, tại bất cứ thời điểm nào, bất cứ điều gì cũng có thể xảy đến với bất cứ ai, và một sự kiện bi thảm có thể đưa thẳng ai đó đến đối đầu trực tiếp với Sự phi lý. Sự phi lý đã từng được đề cập đến trong văn chương suốt chiều dài lịch sử. Nhiều tác phẩm văn học của Søren Kierkegaard, Samuel Beckett, Franz Kafka, Fyodor Dostoyevsky, Eugène Ionesco, Miguel de Unamuno, Luigi Pirandello, Jean-Paul Sartre, Joseph Heller và Albert Camus mô tả về những con người phải đương đầu với sự phi lý của thế giới.
Chính từ mối liên hệ với nhận thức tàn khốc về sự vô nghĩa này mà Albert Camus đã tuyên bố trong cuốn Thần thoại về Sisyphus: "Chỉ có một vấn đề triết học thực sự nghiêm trọng, đó là tự sát". Mặc dù "toa thuốc" chống lại hệ quả có hại của sự đối đầu này khác nhau, từ "bước nhảy" (stage) tôn giáo của Kierkegaard đến sự khăng khăng kiên trì bất chấp phi lý của Camus, mối quan tâm của đa số các nhà triết học hiện sinh là giúp ngăn mọi người sống cuộc sống của họ theo cách khiến họ bị đặt trong sự nguy hiểm thường trực của việc thấy mọi thứ có ý nghĩa đều tan vỡ. Khả thể của việc thấy mọi thứ có ý nghĩa đều tan vỡ đặt ra sự đe dọa gây bởi chủ nghĩa tịch tĩnh (quietism), là thứ vốn đối lập với triết học hiện sinh. Có người nói rằng nguy cơ tự sát biến tất cả con người thành các nhà hiện sinh. Người anh hùng thực sự của chủ nghĩa phi lý sống cuộc sống của họ không cần ý nghĩa, đối diện với sự tự sát mà không chịu khuất phục.

### Kiện tính
Xem thêm: Facticity
Kiện tính là một khái niệm được định nghĩa bởi Sartre trong Tồn tại và hư vô là in-itself, nó phân định cụ thể cho con người về các phương thức tồn tại và không tồn tại. Điều này có thể dễ hiểu hơn khi xem xét kiện tính trong mối quan hệ với chiều kích thời gian của quá khứ chúng ta: quá khứ của một người là cái mà người ta là, theo nghĩa rằng nó đồng kiến tạo nên cá nhân người đó. Dẫu sao, chúng ta sẽ bỏ qua một phần quan trọng của hiện thực (hiện tại và tương lai) nếu nói rằng một người chỉ là quá khứ của người đó, trong khi đó thì nói rằng quá khứ của một người chỉ là những gì họ từng là sẽ tách rời quá khứ đó hoàn toàn khỏi người đó hiện giờ. Sự phủ nhận quá khứ cụ thể của chính mình tạo nên một lối sống không đích thực (inauthentic), và điều tương tự cũng xảy ra với tất cả các loại kiện tính khác (bao gồm cả cơ thể người - ví dụ, cơ thể con người không cho phép một người chạy nhanh hơn tốc độ của âm thanh - bản sắc, giá trị,...).
Kiện tính vừa là giới hạn vừa là điều kiện của tự do. Nó là giới hạn ở chỗ đa phần trong kiện tính của con người là những thứ mà ta không thể chọn lựa (ví dụ như nơi sinh,...), nhưng là điều kiện của tự do theo nghĩa là những giá trị của một người rất có thể phụ thuộc vào nó. Tuy nhiên, mặc dù kiện tính của một người là cố định, không thể thay đổi (set in stone) (ví dụ như quá khứ), nó không thể quy định một con người: giá trị được gán cho kiện tính của một con người vẫn được người đó gán cho nó một cách tự do. Ví dụ, xem xét hai người đàn ông, một trong số họ không có ký ức về quá khứ của mình và người còn lại thì nhớ tất cả mọi thứ. Cả hai đã phạm nhiều tội ác, nhưng người đàn ông đầu tiên, không biết gì về điều này, có một cuộc sống khá bình thường trong khi người đàn ông thứ hai, cảm thấy bị mắc kẹt trong quá khứ của chính mình, tiếp tục một cuộc sóng tội ác, đổ lỗi rằng quá khứ đã "nhốt" anh ta trong cuộc sống như thế. Không có điều gì mang tính bản chất quy định việc thực hiện những tội ác sắp tới, nhưng anh ta gán ý nghĩa này cho quá khứ của mình.
Dẫu sao, việc vượt thoát khỏi kiện tính của một người khi, trong quá trình tự kiến tạo bản thân liên tục, mỗi người dự phóng bản thân vào tương lai, có thể khiến một người phủ nhận chính mình, và do đó có thể là không đích thực. Nói cách khác, cơ sở cho dự phóng của mỗi người vẫn phải là kiện tính của họ, mặc dù trong phương thức không là nó (một cách căn bản). Ví dụ về một người chỉ tập trung đơn thuần vào các dự phóng có thể có mà không phản tư về kiện tính hiện tại của họ: một người liên tục nghĩ về những khả thể liên quan đến việc giàu có ở tương lai (ví dụ, có xe xịn hơn, nhà to hơn, có chất lượng cuộc sống tốt hơn,...) mà không thèm quan tâm đến kiện tính rằng họ hiện tại không có những phương tiện tài chính cho việc đó. Trong ví dụ này, xét cả đến kiện tính và tính siêu việt, một phương thức tồn tại đích thực có thể xem xét những dự phóng tương lai có thể cải thiện tình trạng tài chính hiện tại (ví dụ làm thêm giờ hay đem các khoản tiết kiệm đi đầu tư) để có thể đạt đến một kiện tính tương lai (future-facticity) với một mức tăng thu nhập hợp lý và sau đó có thể dẫn tới mua được một chiếc xe phù hợp.
Một khía cạnh khác của kiện tính là nó kéo theo sự giận dữ (angst), cả theo nghĩa sự tự do "tạo ra" sự giận dữ khi bị giới hạn bởi kiện tính, và cả theo nghĩa sự thiếu hụt những khả thể kiện tính để "can thiệp" để mỗi người nhận lấy trách nhiệm về điều mình đã làm, cũng tạo ra sự giận dữ.
Một khía cạnh khác của tự do hiện sinh là mỗi người có thể thay đổi những giá trị của chính mình. Do đó, mỗi người chịu trách nhiệm về những giá trị của chính mình, bất kể những giá trị của xã hội là như thế nào. Việc đặt trọng tâm vào nội dung tự do (freedom) trong chủ nghĩa hiện sinh liên quan đến những giới hạn trách nhiệm mà một người phải chịu, như là hệ quả của tự do của họ: mối quan hệ giữa tự do và trách nhiệm là một mối quan hệ phụ thuộc lẫn nhau, và sự làm rõ về tự do cũng làm rõ những điều mà một người phải chịu trách nhiệm.

### Tính đích thực
Nhiều tác gia hiện sinh có được nhắc đến ở trên coi trọng chủ đề về sự tồn tại đích thực(authentic existence). Sự tồn tại đích thực liên quan đến ý tưởng cho rằng người ta phải "tạo ra chính mình" và sau đó sống theo "cái mình" ("self") được tạo ra ấy. Ý nghĩa của tính đích thực (authenticity) là trong hành động, con người nên hành động như là chính mình (oneself), chứ không phải như là "những hành động của chính mình" ("one's acts") hay "các gen của chính mình" ("one's genes") hay bất kì bản chất (essence) nào khác yêu cầu mình. Hành động đích thực (authentic act) là hành động phù hợp với tự do của mỗi người. Vì điều kiện của tự do là kiện tính (facticity), nó bao gồm kiện tính của mỗi người, nhưng không đến mức độ mà kiện tính này, có thể theo bất kỳ cách thức nào, quyết định những lựa chọn siêu việt (transcendental) của họ (theo nghĩa mà người ta sau đó có thể đổ lỗi rằng chính nền tảng [kiện tính] của họ đã khiến họ lựa chọn như thế chứ không phải là do bản thân cá nhân họ chọn [dự phóng đã được chọn, từ sự siêu việt của họ]). Vai trò của kiện tính trong mối quan hệ với tính đích thực thể hiện ở việc nó cho phép các giá trị thực sự của một người (one's actual values) được thể hiện ra khi người ta thực hiện lựa chọn (thay vì, như Esthete của Kierkegaard, "chọn" một cách ngẫu nhiên), và nhờ thế người ta chịu trách nhiệm cho hành động thay vì cho phép hay không các lựa chọn (options) khác nhau có những giá trị khác nhau.
Trái ngược với điều này, sự không đích thực (inauthentic) là sự từ chối sống theo tự do. Điều này có thể ẩn dưới nhiều hình thức, từ giả bộ rằng các lựa chọn đều là vô nghĩa hoặc chỉ đơn thuần là ngẫu nhiên, hoặc thông qua việc tự thuyết phục bản thân mình rằng một số dạng thức nào đó của tất định luận (determinism) là đúng, đến một loại "bắt chước" khi mà một người làm theo cách mà "mỗi người nên làm".
Việc "mỗi người nên làm gì" thường được quyết định bởi hình ảnh mà người ta có, về cách một người như chính mình (giả sử, một người quản lý ngân hàng, người thuần hóa sư tử, gái mại dâm, v.v.) làm. Trong Tồn tại và hư vô, Sartre nêu ra ví dụ về một người bồi bàn mang đức tin xấu (bad faith): anh ta chỉ mới đơn thuần tham gia vào "sự trình diễn" về một bồi bàn điển hình, cho dù rất thuyết phục. Hình ảnh này thường phù hợp với một số dạng chuẩn mực xã hội, nhưng điều này không có nghĩa là tất cả hành động tuân theo các chuẩn mực xã hội đều là không đích thực: Điều chính yếu là thái độ của mỗi người với sự tự do và trách nhiệm của chính mình, và mức độ mà mỗi người hành động tương ứng với sự tự do ấy.

### Người Khác và Cái Nhìn
Người Khác (khi được viết hoa), có thể được dịch là Kẻ Khác hoặc Tha Nhân, là một khái niệm mà nếu nói một cách chính xác hơn thì thuộc về hiện tượng học và quan niệm của nó về tính liên chủ thể (intersubjectivity). Tuy nhiên, khái niệm này đã được sử dụng rộng rãi trong các tác phẩm hiện sinh mặc dù các kết luận rút ra từ nó có khác biệt đôi chút với các quan niệm của hiện tượng học. Kinh nghiệm của Người Khác là kinh nghiệm của một chủ thể tự do khác sống trong cùng thế giới mà một người sống ở trong. Ở dạng cơ bản nhất, chính kinh nghiệm này của Người Khác tạo thành tính liên chủ thể và tính khách quan. Cụ thể hơn, khi một người kinh nghiệm một người khác và Người Khác này kinh nghiệm thế giới (cùng một thế giới mà người ấy kinh nghiệm), chỉ có thể "ở đó" ("over there"), thế giới tự nó được xây dựng lên như là khách quan, mà trong đó, có một cái gì "ở đó" giống hệt nhau với cả hai chủ thể; một người kinh nghiệm người kia khi đang kinh nghiệm cùng những thứ ấy. Kinh nghiệm này về sự nhìn của Người Khác là những gì được gọi là Cái Nhìn.
Trong khi trải nghiệm này, theo ý nghĩa hiện tượng học cơ bản của nó, xây dựng nên thế giới như là khách quan và mỗi người như là chủ thể tính (subjectivity) thực tồn khách quan (mỗi người trải nghiệm chính mình như được nhìn thấy một cách cụ thể trong Cái Nhìn của Người Khác theo cùng cách thức mà một người kinh nghiệm một Người Khác được nhìn thấy bởi anh ta, như là chủ thể tính), trong chủ nghĩa hiện sinh, nó cũng được coi như một loại giới hạn của tự do. Điều này là do Cái Nhìn có xu hướng khách quan hóa những gì nó nhìn thấy. Như vậy, khi một người trải nghiệm chính mình trong Cái Nhìn, người ta không trải nghiệm chính mình như là không có gì (không có cái gì), mà là một thứ gì đó. Ví dụ của Sartre về một người đàn ông nhìn trộm ai đó qua lỗ khóa có thể giúp làm rõ điều này: lúc đầu, người đàn ông này hoàn toàn bị cuốn vào tình huống anh ta gặp phải; anh ta ở trong trạng thái tiền-phản tư khi mà toàn bộ ý thức của anh ta hướng vào những gì đang diễn ra trong phòng. Đột nhiên, anh nghe thấy tiếng sàn nhà ọp ẹp ở phía sau, và anh ta nhận ra chính mình cũng bị nhìn bởi Người Khác. Anh ta do đó cảm thấy xấu hổ vì anh ta nhận ra anh ta như là anh ta sẽ nhận ra ai đó khác cũng đang làm điều anh ta đang làm, như một Tom nhìn trộm (Peeping Tom). Đối với Sartre, trải nghiệm hiện tượng học về sự xấu hổ này đưa ra bằng chứng cho sự tồn tại của những tâm trí khác và giải quyết vấn đề của thuyết duy ngã (solipsism). Để trạng thái xấu hổ có ý thức này được trải nghiệm, người ta phải nhận thức được bản thân mình như là đối tượng của một cái nhìn khác, điều này chứng minh một cách tiên nghiệm sự tồn tại của những tâm trí khác. Cái Nhìn lúc đó đồng cấu nên kiện tính (facticity) của người đó.
Một đặc điểm khác của Cái Nhìn là không có Người Khác nào thực sự cần phải ở đó: Hoàn toàn có khả năng sàn nhà ọp ẹp không có gì khác ngoài sự chuyển động do ngôi nhà cũ; Cái Nhìn không phải là một loại trải nghiệm thần giao cách cảm thần bí về cách thức thực tế mà người kia nhìn thấy (cũng có thể có ai đó ở đó thật, nhưng anh ta không nhận ra rằng người này ở đó). Đó chỉ là sự phản tư của một người về cách mà người khác có thể nhận ra về anh ta.

### Giận dữ và sợ hãi
"Cảm giác giận dữ mang tính hiện sinh" (existential angst), đôi khi được gọi là sự sợ hãi, lo âu, hay sự đau khổ (anguish) hiện sinh, là một thuật ngữ rất phổ biến với nhiều nhà tư tưởng hiện sinh. Nó thường được coi là cảm giác tiêu cực phát sinh từ trải nghiệm về sự tự do và trách nhiệm của con người. Ví dụ điển hình là trải nghiệm một người gặp phải khi người ta đứng trên một vách đá, nơi người ta không chỉ sợ hãi bị rơi xuống mà còn sợ hãi khả năng mình tự khiến mình nhảy xuống. Trong trải nghiệm này, "không có gì cản trở tôi", người ta cảm nhận việc không có bất cứ thứ gì tiền định quyết định việc người ta tự gieo mình xuống vách đá hay đứng yên, và người ta trải nghiệm sự tự do của chính mình. Giận dữ, theo nhà hiện sinh hiện đại, Adam Fong, là sự nhận ra một cách đột ngột về sự vô nghĩa (lack of meaning), thường xảy ra khi một người hoàn thành một nhiệm vụ mà ban đầu tưởng như có một ý nghĩa nội tại nào đó.
Cũng có thể xem xét khái niệm này trong mối quan hệ với quan điểm trước đó, xem sự giận dữ ở trong mối quan hệ với "không gì cả" (nothing) như thế nào, và đây cũng chính là điều phân biệt nó với sự sợ hãi (fear), vốn có đối tượng gây ra sợ hãi. Ở trường hợp của sự sợ hãi, một người có thể thực hiện các biện pháp dứt khoát để loại bỏ đối tượng gây ra sợ hãi, trong trường hợp của sự giận dữ, không có biện pháp "mang tính xây dựng" nào như thế là khả dĩ. Việc sử dụng từ "không gì cả" trong bối cảnh này liên quan đến cả sự bất an vốn có với hậu quả hành động của con người, và cả với thực tế rằng, khi trải nghiệm tự do như là sự giận dữ, một người cũng nhận ra anh ta sẽ phải chịu trách nhiệm hoàn toàn cho những hậu quả này. Không có điều gì ở trong con người (chẳng hạn như về mặt di truyền), mà họ có thể đổ lỗi cho khi có điều gì đó sai xảy ra, có thể hành động thay cho họ. Do đó, không phải sự lựa chọn nào cũng được coi là mang theo những hậu quả đáng sợ có thể xảy ra (và, có thể khẳng định rằng, cuộc sống loài người sẽ không thể chịu đựng nổi nếu mỗi sự lựa chọn đều gây ra sự sợ hãi). Dẫu sao, điều này không thay đổi thực tế rằng tự do vẫn là hoàn cảnh (condition) của mọi hành động.

### Sự tuyệt vọng
Tuyệt vọng, trong chủ nghĩa hiện sinh, thường được định nghĩa là sự mất hy vọng. Cụ thể hơn, đó là sự mất hy vọng khi phản ứng trước sự sụp đổ của một hoặc nhiều phẩm chất cốt yếu, mang tính định danh của cá nhân, tạo nên bản sắc cá nhân của một con người. Nếu một người định hình để trở thành một ai đó cụ thể, chẳng hạn như một tài xế xe buýt hoặc một công dân chính trực, và sau đó thấy rằng các phẩm chất cốt yếu đó không đạt được, thông thường họ sẽ rơi vào tình trạng tuyệt vọng. Ví dụ, một ca sĩ mất khả năng ca hát có thể tuyệt vọng nếu anh ta không còn gì khác để dựa vào - không còn gì khác để danh tính của anh ta có thể dựa vào. Anh ta thấy mình không thể còn là cái mà đã tạo nên bản thân anh ta.
Điểm phân biệt khái niệm về sự tuyệt vọng của chủ nghĩa hiện sinh với khái niệm về sự tuyệt vọng thông thường đó là sự tuyệt vọng trong chủ nghĩa hiện sinh diễn ra ngay cả khi nó không công khai. Chừng nào danh tính của một người còn phụ thuộc vào những phẩm chất có thể sụp đổ, họ còn ở trong trạng thái tuyệt vọng vĩnh viễn - và theo cách nói của Sartre, không có bản chất nào có thể tìm thấy trong hiện thực thường nghiệm thông thường (conventional reality) của con người mà có thể xây dựng nên cảm giác về bản sắc cá nhân (individual's sense of identity), tuyệt vọng là hoàn cảnh con người phổ quát (universal human condition). Như Kierkegaard định nghĩa trong Either/Or: "Hãy để mỗi người học những gì anh ta có thể; cả hai chúng ta đều có thể học được rằng sự bất hạnh của một người không bao giờ nằm trong sự thiếu kiểm soát của anh ta đối với các điều kiện bên ngoài, vì điều này chỉ khiến anh ta hoàn toàn bất hạnh.".

## Đối lập với chủ nghĩa thực chứng và chủ nghĩa duy lý
Những người theo chủ nghĩa hiện sinh phản đối các định nghĩa về con người cho rằng con người chủ yếu là duy lý. Do đó, họ chống lại chủ nghĩa thực chứng và chủ nghĩa duy lý. Chủ nghĩa hiện sinh khẳng định con người thực sự đưa ra quyết định dựa trên ý nghĩa chủ quan (subjective meaning) hơn là sự duy lý thuần túy (pure rationality). Sự bác bỏ việc coi lý trí như là nguồn gốc của ý nghĩa (meaning) là một chủ đề phổ biến trong các tư tưởng hiện sinh, cũng như sự tập trung vào cảm giác lo lắng và sợ hãi mà chúng ta cảm thấy khi đối mặt với tự do triệt để của chính mình và sự nhận thức về cái chết. Kierkegaard ủng hộ tính duy lý như một phương tiện để tương tác với thế giới khách quan (ví dụ, trong khoa học tự nhiên), nhưng khi bàn đến những vấn đề hiện sinh, lý trí là không đủ: "Lý trí của con người có những giới hạn" ("Human reason has boundaries").
Như Kierkegaard, Sartre cũng nhìn thấy những vấn đề của tính duy lý (rationality), và gọi nó là một dạng "đức tin xấu" (bad faith), một nỗ lực của cái tôi nhằm áp đặt cấu trúc lên thế giới của hiện tượng (phenomena) - tức "Cái Khác" - mà về cơ bản là phi lý và ngẫu nhiên. Theo Sartre, tính duy lý và những dạng thức khác của đức tin xấu cản trở con người khỏi việc tìm kiếm ý nghĩa trong sự tự do. Sartre khẳng định rằng trong nỗ lực xóa đi cảm giác lo lắng và sợ hãi (angst and dread), con người tự nhốt mình trong những trải nghiệm hàng ngày, từ đó đồng thời từ bỏ sự tự do của họ và chấp nhận bị chiếm hữu bởi "Cái Nhìn" của "Người Khác" dưới hình thức này hay hình thức khác (ví dụ, bị chiếm hữu bởi người khác hay tối thiểu là một ý tưởng của họ).

## Tôn giáo
Một nhà hiện sinh khi đọc Kinh Thánh sẽ yêu cầu người đọc nhận ra rằng họ là một chủ thể đang hiện hữu nghiên cứu các từ ngữ nhiều hơn là một hồi tưởng về các sự kiện. Điều này trái ngược với việc nhìn vào tập hợp các "sự thật" ở ngoài và không liên quan gì đến người đọc, nhưng là phát triển cảm nhận (sense) về thực tại/Thiên chúa. Một người đọc như vậy sẽ không bắt buộc phải tuân theo các điều răn như thể có một chủ thể bên ngoài đang áp đặt những điều răn đó lên họ, nhưng như thể những điều ấy đang ở bên trong họ và dẫn dắt họ từ bên trong. Đây là nhiệm vụ mà Kierkegaard đảm nhận khi hỏi: "Ai có nhiệm vụ khó khăn hơn: người giáo viên giảng giải những điều tốt nhất ở khoảng cách thiên thạch với cuộc sống hàng ngày hay những người học sẽ đưa chúng vào sử dụng?".

## Nhầm lẫn với chủ nghĩa hư vô
Mặc dù chủ nghĩa hư vô và chủ nghĩa hiện sinh là những triết lý riêng biệt, chúng thường bị nhầm lẫn với nhau. Cả hai đều bắt nguồn từ trải nghiệm của con người về sự thống khổ và hoang mang có nguyên nhân từ sự vô nghĩa rõ ràng của thế giới mà con người bị buộc phải tìm hoặc tạo ra ý nghĩa. Một trong những nguyên nhân chính của sự nhầm lẫn này là do Friedrich Nietzsche là triết gia quan trọng của cả hai chủ nghĩa trên. Các nhà triết học hiện sinh thường nhấn mạnh tầm quan trọng của sự giận dữ (Angst) như là biểu hiện của sự thiếu vắng tuyệt đối của bất cứ nền tảng khách quan nào cho hành động, một động thái thường được quy giản thành chủ nghĩa hư vô đạo đức(moral nihilism) hay hư vô hiện sinh(existential nihilism). Dẫu sao thì, chủ đề phổ biến trong tác phẩm của các nhà hiện sinh chủ nghĩa là làm sao để kiên gan vượt qua được những cuộc chạm trán với cái phi lý, như có thể thấy trong tác phẩm Thần thoại Sisyphus của Camus ("Mỗi người phải tưởng tượng rằng Sisyphus hạnh phúc"), và rất hiếm khi các nhà triết học hiện sinh gạt bỏ đạo đức hay ý nghĩa cuộc sống tự kiến tạo của mỗi người (one's self-created meaning): Kierkegaard lấy lại một kiểu đạo đức trong tôn giáo (mặc dù tự ông có thể không đồng ý rằng đó là đạo đức, tôn giáo khiến tê liệt (suspend) đạo đức), và những lời cuối cùng của Sartre trong Tồn tại và hư vô là: "Tất cả những câu hỏi, mà đưa chúng ta đến một sự phản tư thuần túy và không phải một phản tư mang tính phụ kiện (not an accessory reflection) (hay không thuần túy), này chỉ có thể tìm thấy câu trả lời của chúng trên bình diện đạo đức. Chúng ta sẽ cống hiến cho nó một công việc tương lai (a future work).".

## Lịch sử
Chủ nghĩa hiện sinh đã nổi lên như là một phong trào trong văn học và triết học thế kỷ 20, chịu ảnh hưởng của một số nhà triết học thế kỷ 19 mà nổi bật nhất là Søren Kierkegaard và Friedrich Nietzsche, tuy rằng nó đã có những người đi tiên phong từ các thế kỉ trước. Vào thế kỷ 20 chủ nghĩa hiện sinh nổi lên là một phong trào triết học với sự đóng góp của Martin Heidegger, Jean Paul Sartre, Simone de Beauvoir. Franz Kafka, Albert Camus và Fyodor Dostoevsky cũng đã miêu tả các chủ đề hiện sinh trong các tác phẩm văn học của mình.

### Thế kỷ 19

#### Kierkegaard and Nietzsche
Soren Kierkegaard và Friedrich Nietzsche được xem là những triết gia đầu tiên đặt nền tảng cho phong trào hiện sinh, mặc dù họ chưa từng sử dụng khái niệm "chủ nghĩa hiện sinh" và còn chưa rõ liệu rằng họ có ủng hộ chủ nghĩa hiện sinh của thế kỉ 20 hay không. Họ tập trung vào trải nghiệm chủ quan của con người hơn là những chân lý khách quan của toán học và khoa học, những điều mà họ tin rằng quá xa cách với trải nghiệm thực sự của con người. Giống như Pascal, họ quan tâm đến cuộc đấu tranh thầm lặng của mỗi cá nhân trước sự vô nghĩa rõ ràng của đời sống và việc sử dụng sự giải trí để trốn thoát khỏi sự buồn chán (boredom). Không như Pascal, Kierkegaard và Nietzsche còn xem xét đến vai trò của việc đưa ra những lựa chọn tự do, đặc biệt khi nó liên quan đến những giá trị và niềm tin căn bản, và xét đến việc những lựa chọn đó thay đổi bản chất (nature) và nhân dạng (identity) của người lựa chọn như thế nào. Hiệp sĩ của Đức tin (Knight of faith) của Kierkegaard và Siêu nhân (Overman) của Nietzsche là đại diện cho những con người sống Tự do, họ tự định ra bản chất cho sự tồn tại của chính mình. Cá nhân lý tưởng của Nietzche sáng tạo những giá trị riêng cho anh ta và tự tạo ra những tiêu chuẩn mà anh ta hướng đến. Trái lại, Kierkegaard lập luận bằng một tên giả rằng sự chắc chắn khách quan của những sự thật tôn giáo (đặc biệt là Thiên chúa giáo) không chỉ là bất khả, mà thậm chí còn dựa trên nền tảng là những nghịch lý về mặt logic. Ông còn tiếp tục hàm ý rằng "bước nhảy niềm tin" (leap of faith) là phương tiện khả dĩ cho mỗi người có thể vươn lên nấc thang cao hơn của sự tồn tại, siêu vượt và bao hàm cả giá trị thẩm mỹ và đạo đức của đời sống. Kierkegaard và Nietzsche cũng là tiền nhân của các phong trào trí thức khác, bao gồm chủ nghĩa hậu hiện đại và một số trường phái tâm lý học. Dù sao, Kierkegaard tin rằng mỗi người nên sống phù hợp với những gì anh ta nghĩ.

#### Dostoyevsky và Sartre
Nhà văn người Nga Fyodor Dostoyevsky là tác giả văn học quan trọng đầu tiên của chủ nghĩa hiện sinh. Trong Bút ký dưới hầm (Notes from Underground), Dostoyevsky kể về một người đàn ông không thể hòa nhập vào xã hội và cảm thấy không hạnh phúc với những danh tính (identities) mà anh ta tạo ra cho mình. Jean-Paul Sartre, trong cuốn sách ông viết về chủ nghĩa hiện sinh Thuyết hiện sinh là một thuyết nhân bản (Existentialism is a Humanism), dẫn lại cuốn Anh em nhà Karamazov của Dostoyevsky như một ví dụ cho khủng hoảng hiện sinh(existential crisis). Sartre trích dẫn lại tuyên bố của Ivan Karamazov "Nếu chúa không tồn tại, tất cả đều được phép", coi đó là câu của Dostoyevsky, mặc dù câu này không xuất hiện trong cuốn tiểu thuyết. Dẫu sao, một ý kiến tương tự như thế đã được nêu ra một cách rõ ràng khi Alysosha thăm Dimitri ở trong tù. Dimitri đề cập đến những cuộc đối thoại của anh với Rakitin trong đó có ý tưởng rằng: "Vậy thì, nếu Ông ấy không tồn tại, con người là vua của trái đất, của vũ trụ". Điều này khiến cho việc trích dẫn của Sartre trở nên chấp nhận được. Các tiểu thuyết khác của Dostoyevsky, khi kể các câu chuyện khác nhau từ góc nhìn của chủ nghĩa hiện sinh thế tục, cũng nói đến những vấn đề được đặt ra trong triết học hiện sinh: ví dụ, trong Tội ác và Hình phạt, nhân vật chính Raskolnikov trải qua khủng hoảng hiện sinh và sau đó đến với thế giới quan Chính thống giáo Kito tương tự như chủ trương của Dostoyevsky.

### Nửa đầu thế kỷ XX
Trong những thập kỉ đầu tiên của thế kỉ XX, một số nhà văn và triết gia đã phát triển thêm các ý tưởng của chủ nghĩa hiện sinh. Triết gia người Tây Ban Nha Miguel de Unamuno y Jugo trong cuốn sách xuất bản năm 1913 của ông Cảm giác bi thảm của cuộc sống của con người và các quốc gia (The Tragic Sense of Life in Men and Nations), tập trung vào cuộc sống "bằng xương bằng thịt" đối lập với cuộc sống của chủ nghĩa duy lý trừu tượng. Unamuno bác bỏ triết học hệ thống để ủng hộ cuộc tìm kiếm đức tin cá nhân. Ông giữ lại cảm giác về sự bi thảm, thậm chí phi lý của cuộc tìm kiếm, đại diện bởi mối quan tâm lâu dài của ông với nhân vật Don Quixote của Cervantes. Là một tiểu thuyết gia, một nhà thơ và nhà biên kịch cũng như giáo sư triết học của đại học Salamanca, Unamuno đã viết một truyện ngắn về cuộc khủng hoảng đức tin của một mục sư, Saint Manuel the Good, Martyr. Truyện này đã được lưu lại trong tuyển tập truyện hư cấu hiện sinh. Một nhà tư tưởng người Tây Ban Nha khác, Ortega y Gasset, viết vào năm 1914, rằng sự hiện hữu của con người phải luôn luôn được định nghĩa bởi con người cá nhân kết hợp với hoàn cảnh cụ thể của cuộc đời anh ta: "Yo soy yo y mi circunstancia" ("Tôi là chính tôi và hoàn cảnh của tôi"). Sartre cũng như vậy tin rằng sự hiện hữu của con người không phải là một vấn đề trừu tượng mà luôn là một vấn đề mang tính hoàn cảnh ("en situation").
Mặc dù Martin Buber viết những tác phẩm triết học quan trọng nhất của ông bằng tiếng Đức, nghiên cứu và dạy học ở Đại học Berlin và Franfurt, ông đứng ở bên ngoài dòng chính của triết học Đức. Sinh ra trong một gia đình Do thái ở Viên năm 1878, ông cũng là một học giả về văn hóa Do thái và tham gia một số thời điểm vào Do thái giáo Zionism và Do thái giáo Hasidism. Năm 1938, ông chuyển sang định cư ở Jerusalem. Tác phẩm triết học nổi tiếng nhất của ông là một cuốn sách ngắn mang tên Tôi và Thou(I and Thou), xuất bản năm 1922. Theo Buber, sự thật căn bản của sự tồn tại của con người, mà quá dễ dàng bị bỏ qua bởi chủ nghĩa duy lý khoa học và suy tưởng triết học trừu tượng, là "con người là con người", một cuộc đối thoại được diễn ra trong cái gọi là "không gian ở giữa" ("sphere of between"-"das Zwischenmenschliche").
Hai nhà tư tưởng người Nga, Lev Shestov và Nikolai Berdyaev, trở nên nổi tiếng là những nhà tư tưởng hiện sinh trong thời kì lưu vong ở Paris sau Cách mạng. Shestov sinh ra trong một gia đình người Ucraina và Do thái ở Kiev, đã tấn công vào chủ nghĩa duy lý và sự hệ thống hóa trong triết học rất sớm từ năm 1905 trong cuốn sách cách ngôn của ông Mọi điều điều có thể (All Things Are Possible).
Berdyaev, cũng đến từ Kiev nhưng có nền tảng từ nhà thờ Chính thống giáo Đông phương, đã đưa ra một sự phân biệt rõ ràng giữa thế giới tinh thần và thế giới thường ngày của các đối tượng(the everyday world of objects). Theo Berdyaev, sự tự do của con người có nguồn gốc từ địa hạt tinh thần, một địa hạt độc lập khỏi những khái niệm khoa học mang tính nhân quả. Cho đến giới hạn mà tồn tại con người cá nhân (the individual human being) vẫn sống trong thế giới khách quan, anh ta bị tha hóa khỏi tự do tinh thần đích thực. "Con người" không phải được diễn giải một cách duy nhiên mà như một tồn tại (being) được tạo ra trong hình ảnh Chúa trời, người khởi tạo tự do, các hành động sáng tạo. Ông xuất bản tác phẩm chính của mình về những chủ đề này, Định mệnh của Con người (The Destiny of Man), năm 1931.
Gabriel Marcel, từ lâu trước khi đặt ra thuật ngữ "chủ nghĩa hiện sinh", đã mang đến cho độc giả Pháp nhiều chủ đề hiện sinh quan trọng thông qua bài viết "Hiện hữu và Tính khách quan" (Existence and Objectivity, 1925) và Tạp chí Siêu hình(Metaphysical Journal, 1927) của ông. Là một nhà soạn kịch đồng thời là một triết gia, Marcel tìm thấy điểm khởi đầu cho triết học của mình trong điều kiện của sự tha hóa siêu hình: cá nhân con người tìm kiếm sự hài hòa trong cuộc sống ngắn ngủi. Với Marcel, sự hài hòa này được tìm kiếm thông qua "sự phản tư thứ cấp"(secondary reflection), một cách tiếp cận "đối thoại" chứ không phải "biện chứng" về thế giới, được mô tả bởi "sự kì diệu và sự kinh ngạc" (wonder and astonishment) và mở ra "sự hiện hiện"(presence) của những người khác và Chúa trời hơn là đơn thuần chỉ là "thông tin" về họ. Đối với Marcel, sự hiện diện như vậy ngụ ý nhiều hơn chỉ đơn giản là ở đó (vì một thứ có thể ở trong sự hiện diện của một thứ khác); nó bao hàm sự sẵn có "ngông cuồng", và sự sẵn sàng đặt mình vào sự sắp đặt của người khác.
Marcel phân biệt sự phản tư thứ cấp(secondary reflection) với sự phản tư sơ cấp (primary reflection) mang tính hàn lâm và khoa học-kĩ thuật, mà ông gắn với hoạt động của cái tôi trừu tượng của trường phái Descartes. Với Marcel, triết học là một hoạt động cụ thể được thực hiện bởi một hữu thể người có cảm giác, cảm nhận, hóa thân (hiện thân) trong một thế giới cụ thể. Mặc dù Jean-Paul Sartre sử dụng thuật ngữ "chủ nghĩa hiện sinh" cho triết học của mình từ những năm 1940, tư tưởng của Marcel được miên tả là "gần như đối lập hoàn toàn" với Sartre. Không như Sartre, Marcel là một người Cơ đốc giáo và trở thành người Công giáo chuyển đổi năm 1929.
Ở Đức, nhà triết học và tâm lý học Karl Jaspers - mà sau này mô tả chủ nghĩa hiện sinh như là một "bóng ma" được tạo ra bởi quần chúng - gọi những tư tưởng chịu ảnh hưởng mạnh mẽ bởi Kierkegaard và Nietzche của mình là Existenzphilosophie. Với Jaspers, "Existenz-philosophy là con đường tư tưởng mà với nó con người tìm cách để trở thành chính mình... Con đường tư tưởng này không nhận thức được các đối tượng, nhưng làm cho sáng tỏ và hiện thực hóa sự tồn tại của nhà tư tưởng".
Jaspers, giáo sư đại học Heidelberg, gặp Martin Heidegger, người giữ chức giáo sư ở Marburg trước khi nhận vị trí của Husserl tại Freiburg năm 1928. Họ đã có nhiều thảo luận về triết học, nhưng sau đó mối quan hệ trở nên lạnh nhạt khi Heidegger ủng hộ Chủ nghĩa Quốc Xã. Hai ông cùng chia sẻ sự ngưỡng mộ với Kierkegaard, và trong thập kỉ 1930, Heidegger đã giảng dạy rộng rãi về Nietzsche. Tuy vậy, cho đến giới hạn nào thì Heidegger nên được coi là một nhà hiện sinh vẫn còn đang tranh cãi. Trong Tồn tại và thời gian (Being and Time) ông đã trình bày một phương pháp gắn chặt các diễn giải triết học vào tồn tại người (Dasein) để được phân tích dưới dạng các phạm trù hiện sinh; và điều này khiến nhiều nhà bình luận coi ông là một nhân vật quan trọng trong phong trào hiện sinh.

### Nửa sau thế kỷ XX
Sau chiến tranh thế giới lần thứ hai, chủ nghĩa hiện sinh trở thành một phong trào triết học và văn hóa nổi tiếng, với hai ngòi bút Pháp chủ yếu: Jean Paul Sartre và Albert Camus. Họ viết những cuốn tiểu thuyết best-seller, kịch, báo cũng như các tác phẩm chuyên ngành. Trong thời gian này, tác phẩm Tồn tại và thời gian (Being and Time) của Heigegger cũng trở nên nổi tiếng bên ngoài nước Đức.
Sartre đã đề cập đến các chủ đề hiện sinh trong cuốn tiểu thuyết Buồn nôn (Nausea) từ năm 1938, trong những mẩu truyện ngắn của tuyển tập Bức Tường (The Wall) năm 1939 và năm 1943, ông đã xuất bản chuyên luận về chủ nghĩa hiện sinh Tồn tại và hư vô. Nhưng phải hai năm sau thời điểm Paris được giải phóng khỏi các lực lượng chiếm đóng Đức, ông và các cộng sự thân thiết của mình - Camus, Simone de Beauvoir, Maurice Merleau-Ponty, và những người khác - mới trở nên nổi tiếng trên toàn thế giới như những gương mặt tiêu biểu của phong trào được biết đến với tên chủ nghĩa hiện sinh. Trong một thời gian rất ngắn, Camus và Sartre đã trở thành những trí thức hàng đầu của nước Pháp sau chiến tranh, và "được biết đến bởi tất cả mọi người" từ cuối năm 1945. Camus là biên tập viên của tờ báo cánh tả (phe Kháng Chiến Pháp) nổi tiếng nhất, tờ Chiến đấu (Combat); Sartre thì phát hành tạp chí tư tưởng cánh tả của mình, Thời hiện đại (Les Temps Modernes), và hai tuần sau đó trình làng bài giảng nổi tiếng về chủ nghĩa hiện sinh và chủ nghĩa nhân văn thế tục (secular humanism) trong cuộc họp chật kín người của câu lạc bộ Club Maintenant. Beauvoir đã viết rằng "không có tuần nào trôi qua mà không có báo chí thảo luận về chúng tôi" ; chủ nghĩa hiện sinh trở thành "cơn sốt truyền thông đầu tiên của thời kì hậu chiến".
Cho đến cuối năm 1947, các tác phẩm fiction và kịch trước đó của Camus được in lại, vở kịch mới Caligula được đưa ra biểu diễn và tiểu thuyết Dịch hạch(The Plague) được xuất bản; hai cuốn đầu tiên trong bộ ba tiểu thuyết Đường tới tự do (The Roads to Freedom) của Sartre cũng như tiểu thuyết Máu của Tha nhân (The Blood of Others) của Beauvoir đã xuất hiện. Các tác phẩm của Sartre và Camus cũng đã được dịch sang các thứ tiếng khác. Các nhà hiện sinh ở Paris trở nên nổi tiếng.
Sartre đã sang Đức năm 1930 để nghiên cứu về hiện tượng học(phenomenology) của Edmund Husserl và Martin Heidegger, và trong chuyên luận chính yếu của mình, Tồn tại và hư vô, ông có đưa ra phê bình với các tác phẩm của họ. Tư tưởng của Heidegger đã được biết đến trong giới triết học Pháp thông qua việc Alexandre Kojève sử dụng nó để diễn giải Hegel trong một loạt bài giảng của ông ở Paris những năm 1930. Những bài giảng này đã mang đến ảnh hưởng lớn, thành phần khán giả không chỉ có Sartre và Merleau-Ponty, mà cả Raymond Queneau, Georges Bataille, Louis Althusser, André Breton và Jacques Lacan. Một bản dịch bằng tiếng Pháp của cuốn Tồn tại và Thời gian (Being and Time) của Heidegger đã được xuất bản năm 1938 và các bài tiểu luận của ông bắt đầu xuất hiện trên các tạp chí triết học Pháp.
Heidegger đọc công trình của Sartre và ban đầu rất ấn tượng, nhận xét: "Ở đây lần đầu tiên tôi bắt gặp một nhà tư tưởng độc lập, người mà, từ nền tảng trở lên, đã trải nghiệm lĩnh vực ở bên ngoài những gì tôi nghĩ. Công trình của bạn cho thấy sự hiểu biết tức thời về triết lý của tôi theo cách thức mà tôi chưa bao giờ gặp phải trước đây." Tuy vậy, sau đó, khi trả lời câu hỏi được đặt ra bởi học trò người Pháp Jean Beaufret, Heidegger đã tránh xa vị trí của Sartre và chủ nghĩa hiện sinh nói chung trong Thư về Chủ nghĩa nhân văn(Letter on Humanism). Danh tiếng của Heidegger ở Pháp không ngừng được nâng cao trong thập niên 1950, 1960. Vào những năm 1960, Sartre đã cố gắng dung hòa chủ nghĩa hiện sinh và chủ nghĩa Marx trong tác phẩm Phê phán lý tính biện chứng (Critique of Dialectical Reason). Một chủ đề chính xuyên suốt các tác phẩm của ông là về tự do và trách nhiệm.
Camus là bạn của Sartre, cho đến khi hai ông rời xa nhau. Camus viết một số tác phẩm với các chủ đề về hiện sinh bao gồm Con người nổi loạn (The Rebel), Mùa hè ở Algiers, Thần thoại Sisyphus (The Myth of Sisyphus), và Người xa lạ, cuốn sách "được coi là - với những gì từng là sự phiền toái của Camus - một tiểu thuyết hiện sinh mẫu mực". Camus, cũng như nhiều người khác, từ chối mác hiện sinh, và coi các tác phẩm của mình liên quan đến việc đối diện với sự phi lý. Trong cuốn sách cùng tên, Camus sử dụng sự tương đồng với thần thoại Hy Lạp về Sisyphus để chỉ ra sự vô nghĩa của tồn tại. Trong thần thoại, Sisyphus bị kết án vĩnh viễn phải lăn một tảng đá lên một ngọn đồi, nhưng khi anh lên đến đỉnh, tảng đá sẽ lại lăn xuống chân. Camus tin rằng sự tồn tại này là vô nghĩa nhưng tin rằng cuối cùng Sisyphus cũng tìm thấy ý nghĩa và mục đích trong nhiệm vụ của mình, chỉ đơn giản bằng cách liên tục đẩy mình vào nó. Nửa đầu cuốn sách hàm chứa phản bác của Camus về những gì ông coi là triết học hiện sinh trong các tác phẩm của Kierkegaard, Shestov, Heidegger và Jaspers.
Simone de Beauvoir là một nhà hiện sinh quan trọng, người đã dành phần lớn cuộc đời của mình trong tư cách bạn gái của Sartre. Bà đã viết về đạo đức nữ quyền và đạo đức hiện sinh trong các tác phẩm của mình, bao gồm Giới tính hạng hai và Đạo đức của sự mơ hồ (The Ethics of Ambiguity). Mặc dù thường bị che mờ do mối quan hệ của bà với Sartre, Beauvoir đã tích hợp chủ nghĩa hiện sinh vào các hình thức tư duy khác như nữ quyền,  tạo nên chủ nghĩa nữ quyền hiện sinh, điều không được nghe đến vào thời điểm bấy giờ, dẫn đến kết quả là sự xa lánh với các nhà văn đồng nghiệp như Camus.
Paul Tillich, một nhà thần học hiện sinh quan trọng theo sau Kierkegaard và Karl Barth, đã áp dụng các khái niệm hiện sinh vào thần học Kitô giáo (Christian theology) và giúp giới thiệu thần học hiện sinh (existential theology) đến với công chúng. Tác phẩm nổi bật của ông Can đảm để Tồn tại(The Courage to Be) đi theo phân tích của Kierkegaard về sự lo lắng và tính phi lý của đời sống, nhưng đưa ra luận điểm rằng con người hiện đại phải thông qua thiên chúa đạt tới bản ngã bất chấp sự phi lý của đời sống. Rudolf Bultmann đã sử dụng triết lý về tồn tại của Kierkegaard và Heidegger để giải huyền thoại Kitô giáo bằng cách diễn giải các khái niệm thần thoại Kitô giáo thành các khái niệm hiện sinh.
Maurice Merleau-Ponty, một nhà hiện tượng học hiện sinh (existential phenomenologist), đã có thời là bạn đồng hành của Sartre. Hiện tượng học về nhận thức (Phenomenology of Perception)(1945) của Merleau-Ponty được xem như là một tuyên bố chủ đạo của chủ nghĩa hiện sinh Pháp. Người ta cho rằng tác phẩm Chủ nghĩa nhân văn và Khủng bố (Humanism and Terror) của Merleau-Ponty đã ảnh hưởng rất lớn đến Sartre. Tuy vậy, những năm sau này họ bất đồng với nhau và dẫn đến sự chia rẽ giữa các nhà hiện sinh như Beauvoir, người ở cùng phía với Sartre.
Colin Wilson, một nhà văn người Anh, đã xuất bản nghiên cứu Người ngoài cuộc (The Outsider) của ông năm 1956 và ban đầu được hoan nghênh. Trong cuốn sách này và những cuốn khác, ví dụ như Giới thiệu về chủ nghĩa hiện sinh mới (Introduction to the New Existentialism), ông nỗ lực truyền bá những gì ông cho là triết ý bi quan và mang nó đến rộng rãi hơn với công chúng. Tuy nhiên, ông không được đào tạo về mặt học thuật và các nhà triết học chuyên nghiệp đã tấn công các tác phẩm của ông vì sự thiếu tính nghiêm ngặt và các chuẩn mực quan trọng.

### Chủ nghĩa hiện sinh tại Nam Việt Nam
Tại Nam Việt Nam, sau năm 1963 cùng với sự cáo chung của thuyết nhân vị, chủ nghĩa hiện sinh du nhập vào miền Nam và có ảnh hưởng đến tầng lớp trí thức tiểu tư sản, ở cả hai hướng hoặc duy tâm hoặc duy vật, những người "kẹt giữa hai làn đạn". Một mặt, không thể chối cãi rằng nó dẫn đến phản ứng "nổi loạn", "tận hưởng cuộc đời" của một bộ phận thanh niên không tìm thấy đường đi trong chiến tranh. Mặt khác, nó gợi lên những suy tư, trăn trở về thân phận con người, ý thức trách nhiệm trước tình cảnh đất nước và chọn lựa thái độ ứng xử cũng như hành động nhập cuộc vì tha nhân. Có thể nói chủ nghĩa hiện sinh đã đáp ứng nỗi ưu tư của con người và khao khát tự khẳng định khuôn mặt tinh thần của mình trong hoàn cảnh chiến tranh, đòi hỏi người trí thức không thể đứng "bên dòng lịch sử". Sau ngày "Đổi mới", triết học hiện sinh được du nhập trở lại Việt Nam và hấp dẫn một bộ phận giới trung lưu, trong bối cảnh một nền kinh tế thị trường gây phân hóa xã hội.

### Chỉ trích chung
Walter Kaufmann chỉ trích "các phương pháp vô căn cứ sâu sắc và sự khinh miệt nguy hiểm cho lý do đã trở nên quá nổi bật trong triết học hiện sinh." Các nhà triết học thực chứng logic (logical positivist philosophers), như Rudolf Carnap và AJ Ayer, khẳng định rằng những người theo chủ nghĩa hiện sinh thường bị nhầm lẫn về động từ "to be" (thì, là) trong các phân tích của họ về "tồn tại" (being). Cụ thể, họ cho rằng động từ "là" (is) mang tính bắc cầu và được cố định trước với một vị ngữ (ví dụ: một quả táo là màu đỏ (an apple is red)) (không có vị ngữ, từ "là" (is) là vô nghĩa) và các nhà hiện sinh thường xuyên sử dụng sai khái niệm ở khía cạnh này. Trong cuốn Những tháng năm giận dữ (The Angry Years), Colin Wilson tuyên bố rằng chủ nghĩa hiện sinh đã tự tạo ra nhiều khó khăn của riêng nó: "chúng ta có thể thấy được câu hỏi về tự do ý chí này đã bị làm cho suy đồi như thế nào bởi triết lý hậu lãng mạn, với xu hướng sẵn sàng cho sự lười biếng và nhàm chán của nó, chúng ta cũng có thể thấy nó dẫn đến đâu khi mà chủ nghĩa hiện sinh tìm thấy bản thân nó trong một cái hố mà chính nó tự đào, và sự phát triển của triết học kể từ đó đã đi vòng tròn quanh cái hố đó như thế nào".

### Với triết học của Sartre
Nhiều nhà phê bình cho rằng triết lý của Jean-Paul Sartre là mâu thuẫn. Cụ thể, họ cho rằng Sartre đưa ra những lập luận siêu hình mặc dù ông cho rằng quan điểm triết học của mình bỏ qua siêu hình học. Herbert Marcuse đã chỉ trích Tồn tại và hư vô năm 1943 của Sartre vì phóng chiếu nỗi lo lắng và sự vô nghĩa cho bản chất của sự tồn tại tự nó: "Trong chừng mực chủ nghĩa hiện sinh là một học thuyết triết học, nó vẫn là một học thuyết duy tâm: nó giả thuyết (hypostatizes) hững hoàn cảnh lịch sử cụ thể của sự tồn tại của con người thành các đặc điểm bản thể học và siêu hình học. Chủ nghĩa hiện sinh do đó trở thành một bộ phận của chính ý thức hệ mà nó tấn công và chủ nghĩa cấp tiến của nó là ảo tưởng."

Trong Thư về chủ nghĩa nhân văn(Letter on Humanism), Martin Heidegger đã chỉ trích chủ nghĩa hiện sinh của Sartre như sau:
"Chủ nghĩa hiện sinh nói rằng hiện hữu có trước bản chất. Trong tuyên bố này, anh ta đang sử dụng sự hiện hữu(existentia) và bản chất(essentia) tuân theo nghĩa siêu hình của chúng (metaphysical meaning). Nghĩa này, từ thời Plato trở đi, đã nói rằng bản chất (essentia) có trước hiện hữu(existentia). Sartre đảo ngược tuyên bố này. Nhưng sự đảo ngược của một tuyên bố siêu hình vẫn là một tuyên bố siêu hình. Với nó, anh ta ở lại với siêu hình học, ở lại trong sự quên lãng về sự thật của Bản thể (Being)."